# Mycteroperca xenarcha
Mycteroperca xenarcha är en fiskart som beskrevs av Jordan, 1888. Mycteroperca xenarcha ingår i släktet Mycteroperca och familjen havsabborrfiskar. IUCN kategoriserar arten globalt som livskraftig. Inga underarter finns listade i Catalogue of Life.